# Bartholomeus Spranger

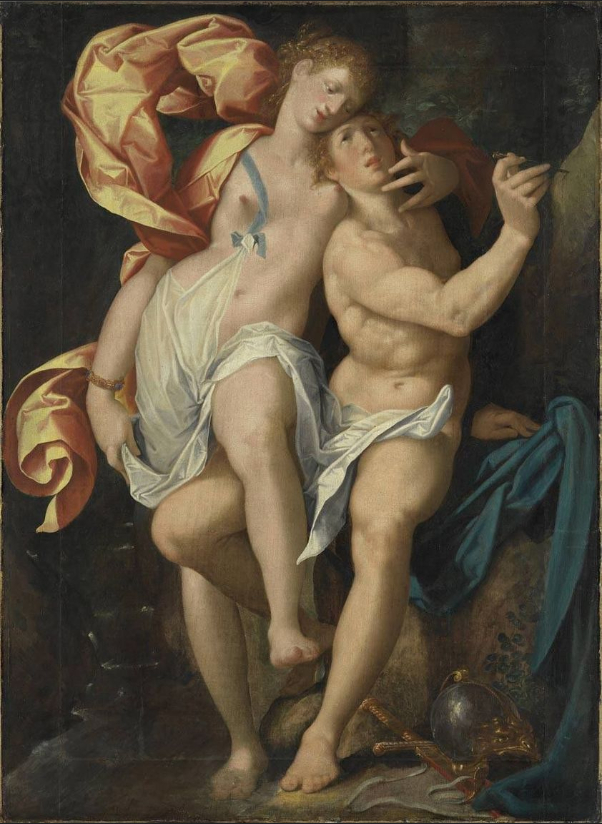
Angèlica i Medor (segons Ariosto) (dècada del 1580)

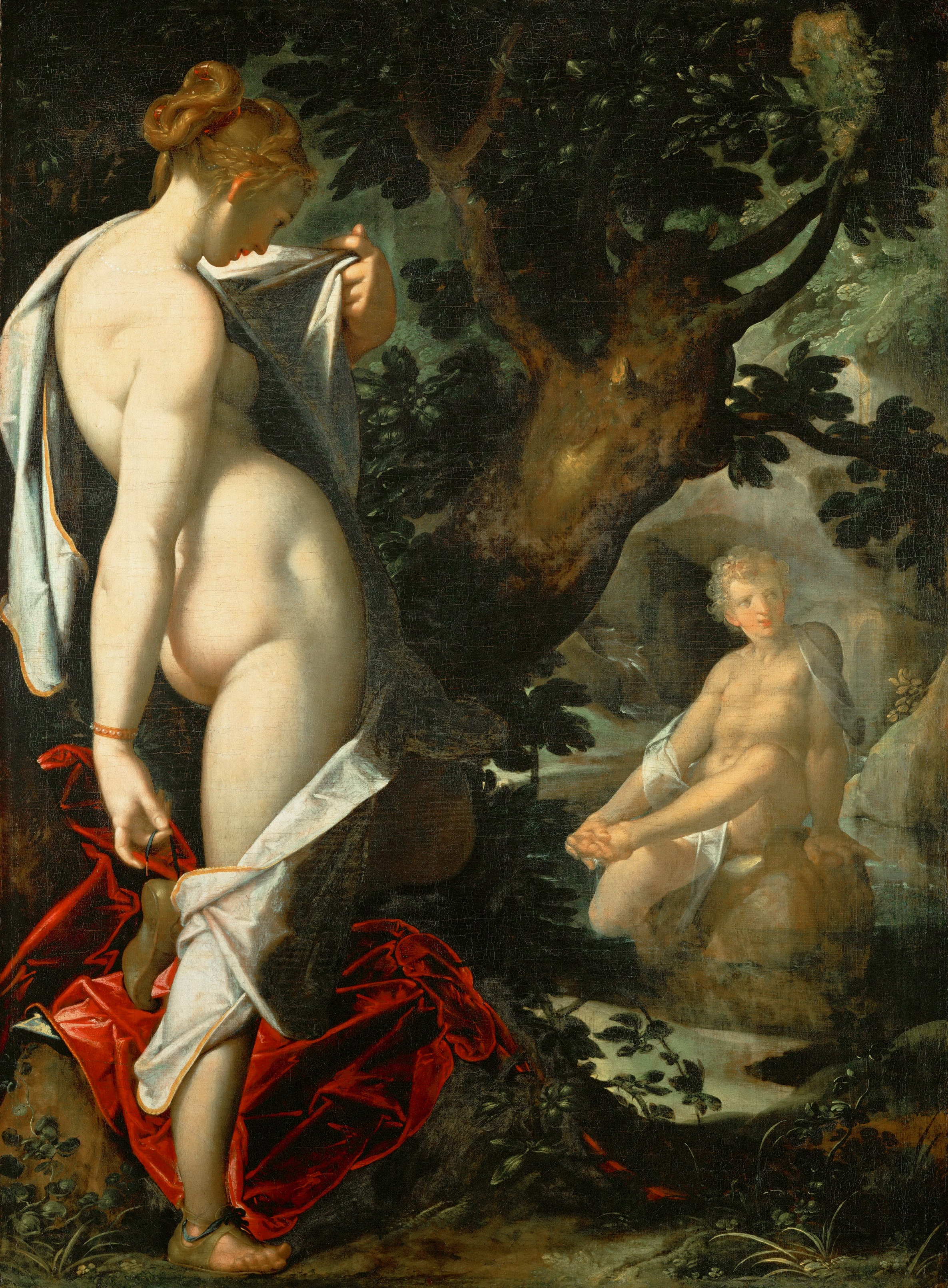
Salmacis i Hermafrodit (dècada del 1580)

Bartholomeus Spranger (Anvers, 21 de març de 1546 - Praga, 1611) va ser un pintor, dibuixant i gravador manierista flamenc que va treballar a cort praguesa de Rodolf II.

## Biografia

### Joventut i formació (1546-1565)
Nascut a Anvers, Bartholomeus Spranger va ser un dels pintors de més anomenada de la seua època. Havent demostrat gran talent artístic des de la infància, Bartholomeus va ser enviat a l'edat d'onze anys a aprendre pintura amb diversos mestres: el pintor d'Anvers Jan Mandijn —originari de Haarlem i especialitzat en les "extravagàncies" a la manera de Hieronymus Bosch— (fins al 1559, any de la mort de Mandijn), o els paisatgistes Frans Mostaert (1560) i Cornelis van Dalem (des del 1560, any en què Mostaert morí de pesta, fins al 1564). Estudià també, mitjançant els gravats, les obres manieristes de Frans Floris i de Parmigianino.
Una vegada conclòs el seu aprenentatge (1564), va visitar en primer lloc París i Lió, abans de viatjar, l'any 1565, a la veritable pàtria del Renaixement de les Arts: Itàlia.

### Estada a Itàlia (1565-1575)
Durant vuit mesos va treballar a Milà, on va aprendre la tècnica del destrempament, després ho va fer a Parma sota la direcció d'un alumne de Correggio, Bernardino Gatti, executant uns frescos per a la cúpula de Santa Maria della Steccata (1566). Va participar també en la realització de la decoració de l'arc de triomf erigit per a l'entrada de Maria de Portugal. Arribat a Roma l'any 1566, entrà al servei del cardenal Alexandre Farnesi, a qui havia estat presentat pel miniaturista Giulio Clovio (1567-1569). Sota comanda del cardenal i amb direcció de Federigo Zuccaro, Spranger va realitzar uns frescos de paisatges al palau Farnesi de Caprarola (1570).
Presentat al papa Pius V per Alexandre Farnesi, va entrar al servei sel pontífex (juliol de 1570), per a qui va realitzar un cicle pictòric sobre el tema de la Passió, així com un Judici Final. Després de la mort del papa (maig de 1572), Spranger treballà per a diverses esglésies de Roma, abans d'instal·lar-se —gràcies a la seua reputació ja establerta i certificada per la recomanació prestigiosa de Joan de Bolonya— a la cort vienesa de l'emperador Maximilià II (1575).

### A la cort de Rodolf II (1576-1611)
A la mort de Maximilià (1576), Spranger oferí els seus serveis al nou emperador Rodolf II, qui el va reclamar a Praga, on el pintor va instal·lar-se definitivament a partir de l'any 1581.
D'aquesta manera, Spranger va entrar a formar part del cercle rodolfià de Praga, on va relacionar-se amb nombrosos artistes procedents dels Països Baixos i d'Itàlia, com ara Adrien de Vries, Hans von Aachen o Giuseppe Arcimboldo. Influït per I Modi de Giulio Romano i pels Amors dels déus de Rosso Fiorentino i de Perin del Vaga, va desenvolupar per al seu poderós mecenes un art refinat, amb un especial èmfasi en les poses complexes i els temes mitològics i eròtics, sovint emprant al·lusions esotèriques i efectes retòrics.

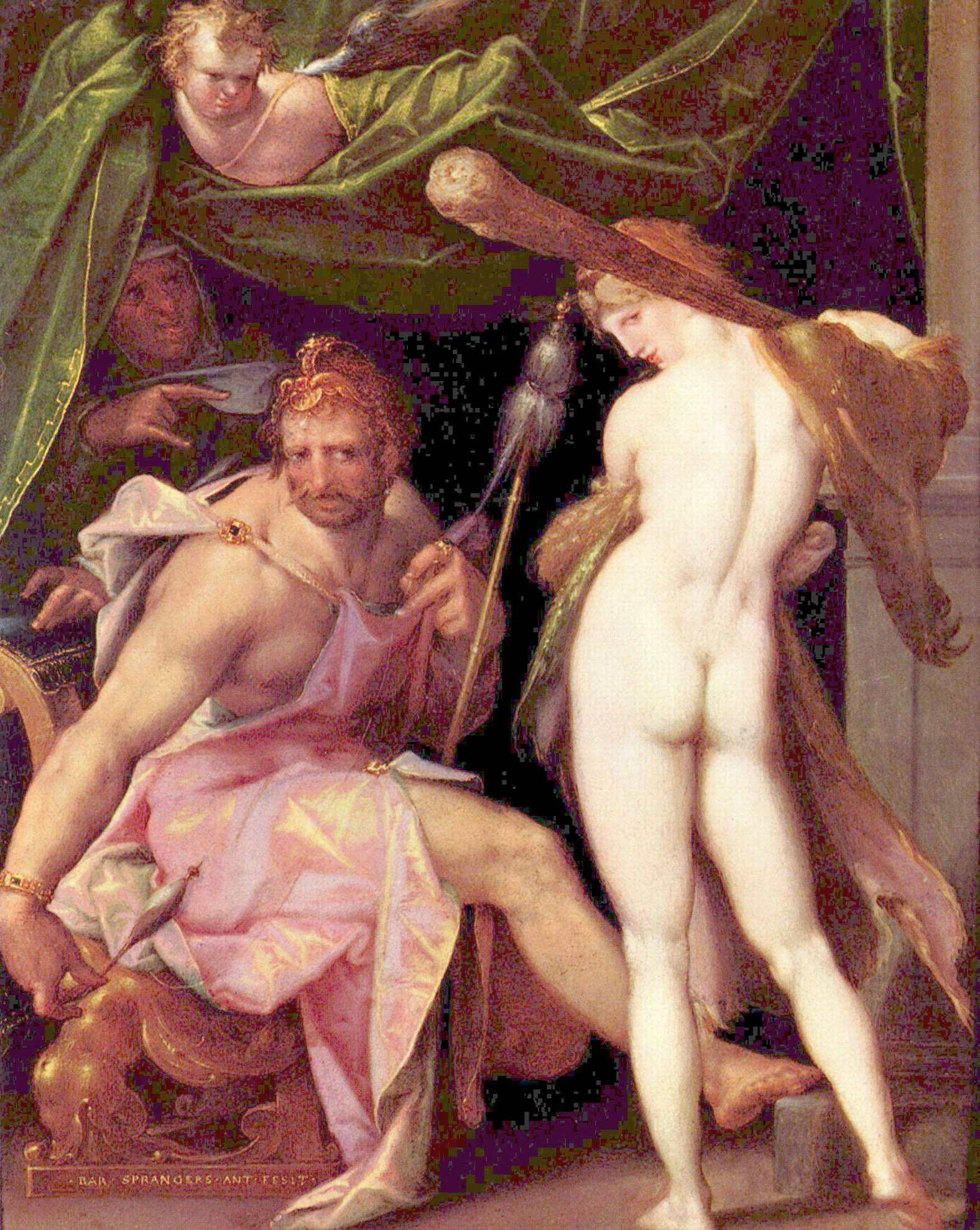
Hèrcules i Omfàlia (v. 1585).

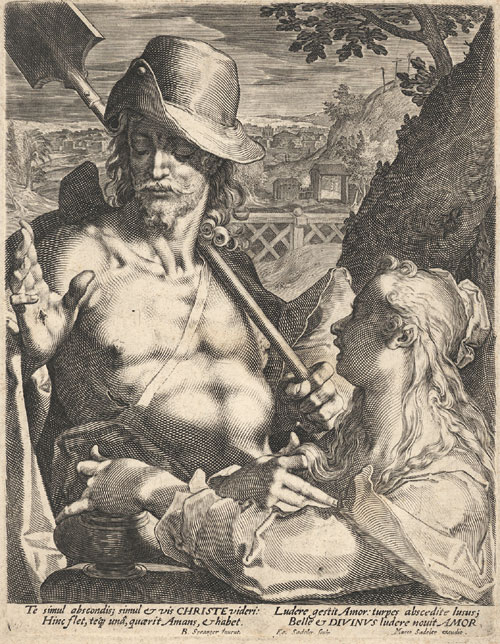
Noli me tangere, gravat d'Egidius Sadeler sobre una obra de Spranger.

El quadre titulat Hèrcules i Omfàlia (pintura sobre coure, al voltant de 1585) és representatiu de l'etapa praguesa de Spranger: hi tracta un assumpte mitològic amb un humor maliciós (present en l'esguard ambigu i còmplice d'Omfàlia, l'actitud maldestra de l'heroi desarmat i transvestit, i al gest burleta de la indiscreta serventa) elaborant-hi —segons les paraules de l'historiador de l'art A. Pinelli— un «doble oxímoron encreuat», és a dir, un intercanvi paradoxal de propietats entre contraris, resultant no només un contrast evident entre el cos fosc i musculat d'Hèrcules per una banda i la silueta graciosa i diàfana de la princesa de Lídia per altra, sinó també per la inversió dels atributs i dels rols feta a costa del semidéu. Aquest joc manierista dels contraris —que Pinelli ha relacionat amb un recurs estilístic emprat pels escriptors italians del segle xvi, com ara Pietro Aretino— es fa encara més complex si es compara aquest quadre amb el seu complementari, Vulcà i Maia: l'amor fecund de Vulcà per Maia és així oposat a l'amor estèril d'Hèrcules per Omfàlia.
Pròxim a l'emperador, qui sovint el visitava al seu taller del castell de Praga, Spranger no va treballar només per a la cort, sinó que també va obtenir comandes de part de personastges influents. Després del seu matrimoni amb Christina Müller (1582) i una breu estada a Viena, Spranger tornà a Praga on va ser nomenat pintor de la cort (1584). Havia rebut les seues pròpies armes l'any 1588, i va ser ennoblit el 1595 (o 1598 ?). Va ser per tant un artista afortunat, que va poder atènyer el cim de l'escala social de l'època, sent acollit de manera triomfal pels seus compatriotes arran d'una visita als Països Baixos l'any 1602.
En tornar a Praga, va emprendre la realització d'obres cada vegada més innovadores i complexes, demostrant així una vertadera capacitat d'invenció tècnica. La mobilitat constant dels pintors de la cort de Praga li va permetre de descobrir les noves tendències prebarroques, que va incorporar al seu art, principalment les recerques pictòriques sobre el clarobscur realitzades al voltant del canvi de segle (l'Al·legoria de la Justícia i de la Prudència, al Museu del Louvre o el Sant Sebastià de Praga en són bons exemples).
Bartholomeus Spranger va morir a Praga entre els mesos de juliol i agost de 1611.

### Influència
Lligat als seus compatriotes de l'acadèmia de Haarlem, Bartholomeus Spranger va contribuir eficaçment a instaurar el manierisme italià al nord dels Alps. Així mateix se'l pot considerar com un precursor de la pintura barroca, i va anunciar junt amb Frans Floris i els pintors romanistes el geni del seu compatriota Rubens. Les seues obres van gaudir d'una àmplia difusió pertot Europa gràcies als gravats que en va fer Goltzius.
Al seu Llibre dels pintors (Het Schilder-Boeck, 1604), Karel van Mander ret homenatge a aquest "nou Miquel Àngel", a qui havia conegut a Roma en la segona meitat de la dècada del 1570 i l'art del qual havia influït profundament l'escola de Haarlem:
| « | La natura es mostra de vegades tan pròdiga dels seus favors amb certs individus i els fa arribar, com sense esforç, a brillar en una branca en la qual tants d'altres, malgrat llurs penes i fatigues, no n'arriben a franquejar el límits de la mediocritat, que bé cal convéncer-se que en la disciplina de la pintura no hi regna res si no és per dret de naixença. Em seria fàcil de provar-ho amb l'exemple de l'il·lustre anversès Sprangher [sic.], el qual, des de la seua més tendra infantesa va compartir amb la natura colors i pinzells, i l'amable natura es va dignar d'omplir-lo de favors, donant-li per escreix les Gràcies. | » |

## Obres
Si bé els quadres mitològics de Spranger constitueixen la part més coneguda de la seua obra, particularment ben representada a les col·leccions del Kunsthistorisches Museum de Viena, també va conrear els temes religiosos i la pintura de gènere. Tot i que sembla que va pintar nombrosos paisatges durant la seua carrera, i sobretot durant la seua joventut i el seu període italià, ben pocs se n'han conservat.

### Obres de joventut
- Paisatge de muntanya amb aldea primitiva (1569) - Karlsruhe, Staatliche Kunsthalle.
- Paisatge de muntanya amb ermita (1569) - Karlsruhe, Staatliche Kunsthalle.

### Període romà
- El darrer Judici (1571) - Torí, Pinacoteca Nazionale.
- La Conversió de Saül (v. 1573) - Milà, Pinacoteca Ambrosiana.
- Retaule del Martiri de Sant Joan Evangelista (abans de 1574) - Roma, Sant Joan del Laterà (Monumenti Musei e Gallerie Pontificie)
- Sant Jordi vencedor del drac (v. 1574-1575) - Budapest, Szépmüveszti Múzeum.

### Període praguès
- La Resurrecció de Crist (v. 1576) - Praga Narodni Galerie.
- Angèlica i Medor (v. 1580) - Múnic, Alte Pinakothek.
- Salmacis i Hermafrodit (v. 1580) - Viena, Kunsthistorisches Museum.
- Glauc i Escil·la (v. 1580-82) - Viena, Kunsthistorisches Museum.
- Hèrcules i Dejanira (v. 1582) - Viena, Kunsthistorisches Museum.
- Hermes i Atena (fresc, v. 1584-85) - Prague, castell.
- Hèrcules i Omfàlia (v. 1585) - Viena, Kunsthistorisches Museum.
- Vulcà i Maia (v. 1585) - Viena, Kunsthistorisches Museum.
- Venus i Adonis (v.1586) - Amsterdam, Rijksmuseum.
- "Sine Cerere et Baccho friget Venus" (1590) - Viena, Kunsthistorisches Museum.
- Epitafi de Nikolaus Müller (v. 1592) - Praga, Narodni Galerie.
- El Triomf de la saviesa sobre la ignorància (v. 1592) - Viena, Kunsthistorisches Museum.
- L'Adoració dels Reis (v. 1595) - Londres, National Gallery.
- Venus i Adonis (v. 1596) - Viena, Kunsthistorisches Museum.
- Al·legoria de la Justícia i la Prudència (v. 1599-1600) - París, Museu del Louvre.
- Sant Sebastià (v. 1602) - Praga, església de Sant Tomàs.
- Venus a la forja de Vulcà (v. 1607-1610) - Viena, Kunsthistorisches Museum.